# Шенгенское право Европейского союза
Шенге́нское пра́во, шенге́нские пра́вила (англ. Schengen acquis) — набор правил и законодательных норм, интегрированных в право Европейского союза, которые регулируют упразднение пограничного контроля на внутренних границах в пределах так называемой Шенгенской зоны и усиление пограничного контроля на внешних границах (Frontex).
После вступления в силу Амстердамского договора в 1999 году Шенгенское соглашение и Шенгенская конвенция перестали действовать отдельно, а перечисление составляющих Schengen acquis содержится в Annex A to Council Decision 435/1999/EC.

## Описание
Шенгенское право Европейского союза включает в себя:
- Шенгенское соглашение, подписанное 14 июня 1985 года Бенилюксом, Германией и Францией;
- Шенгенскую конвенцию о применении Шенгенского соглашения, подписанную 19 июня 1990 года;
- соглашения о присоединении к Шенгенской конвенции, подписанные Италией, Испанией, Португалией, Грецией, Австрией, Данией, Финляндией и Швецией;
- решения Исполнительного Комитета и Центральной Группы;
- Акты Союза (регламенты, директивы и решения), принятые Европейским парламентом и/или Советом ЕС после интеграции Шенгенского соглашения в право ЕС

## История
Свободное передвижение людей было одной из основных частей первоначального Римского договора, и с первых дней существования Европейского экономического сообщества граждане стран-членов ЕЭС могли свободно путешествовать из одной участвующей страны в другую, используя паспорт или национальное удостоверение личности. Однако, систематические проверки документов по-прежнему осуществлялись на границе между большинством государств-членов.
Разногласия между государствами-членами привели к тупиковой ситуации по вопросу об отмене пограничного контроля внутри сообщества, но в 1985 году пять из тогдашних десяти государств-членов (Бельгия, Франция, Люксембург, Нидерланды и ФРГ) подписали соглашение о постепенной отмене пограничного контроля на общих границах. Соглашение было подписано на судне «Принцесса Мари-Астрид» на реке Мозель недалеко от городка Шенген в Люксембурге, где граничат территории Франции, Германии и Люксембурга. Трое из подписантов (Бельгия, Люксембург и Нидерланды) к тому моменту уже отказались от пограничного контроля на общих границах в рамках экономического союза Бенилюкс.
Шенгенское соглашение было подписано независимо от Европейского союза, в частности из-за отсутствия консенсуса среди государств-членов ЕС по поводу того есть ли у ЕС юрисдикция отменять пограничный контроль, и отчасти потому, что страны, готовые реализовать идею, не желали ждать остальных (в то время не существовало механизма расширенного сотрудничества). Соглашение предусматривало гармонизацию визовой политики, которая позволит жителям приграничных районов свободно пересекать границы вдали от стационарных контрольно-пропускных пунктов, а также заменит проверки паспортов визуальным наблюдением за транспортными средствами на пониженной скорости и проверками транспортных средств, позволяющими транспортным средствам пересекать границы без остановки.
В 1990 году Шенгенское соглашение было дополнено Шенгенской конвенцией, которая предполагала отмену пограничного контроля на внутренних границах и общую визовую политику. Именно Шенгенская конвенция 1990 года образовала Шенгенскую зону, благодаря полной отмене пограничного контроля между Шенгенскими государствами-членами, общим правилам о визах, а также полицейскому и судебному сотрудничеству. 
Шенгенское соглашение наряду с Конвенцией о применении было имплементировано в 1995 году только для некоторых подписантов, но всего через два года в ходе Межправительственной конференции в Амстердаме все государства-члены Европейского союза, кроме Великобритании и Ирландии, подписали Шенгенское соглашение. Это произошло в ходе переговоров, приведших к подписанию Амстердамского договора, который позволил инкорпорировать Шенгенское право (Schengen acquis) в основной корпус права Европейского союза, при этом оставляя исключение для оставшихся за пределами Шенгенской зоны Ирландии и Великобритании.
В декабре 1996 года два государства вне ЕС (Норвегия и Исландия) подписали соглашение об ассоциации со странами, подписавшими Шенгенское соглашение, чтобы стать частью Шенгенской зоны. Хотя это соглашение никогда не вступало в силу, обе страны стали частью Шенгенской зоны после заключения подобных соглашений с ЕС. Шенгенская конвенция не была открыта для подписания государствами вне ЕС. В 2009 году Швейцария завершила официальное вступление в Шенгенскую зону с принятием соглашения об ассоциации на всенародном референдуме в 2005 году.
В настоящее время Шенгенское соглашение является частью acquis communautaire, а само соглашение утратило для членов ЕС статус договора, который может быть изменён только в соответствии с его условиями. Вместо этого внесение изменений осуществляется в соответствии с законодательной процедурой ЕС в рамках договоров ЕС. Ратификация бывшими подписантами не требуется для изменения или отмены некоторых или всех прежних шенгенских правил. Правовые акты, устанавливающие условия для вступления в Шенгенскую зону, сейчас принимаются большинством голосов в законодательных органах Европейского союза. Новые государства-члены ЕС не подписывают Шенгенское соглашение как таковое, а вместо этого обязаны выполнять шенгенские правила как часть уже существующего корпуса права ЕС, которое должна принять каждая новая страна.
Это приводит к тому, что государства-члены Шенгенской зоны, не являющиеся членами ЕС, имеют малое число официальных обязательных вариантов влияния на формирование и развитие шенгенских правил; доступные им варианты действий фактически сводится к согласию или выходу из соглашения. Однако, консультации с затрагиваемыми странами проводятся до принятия конкретного нового законодательства.